# Norbert Lippóczy

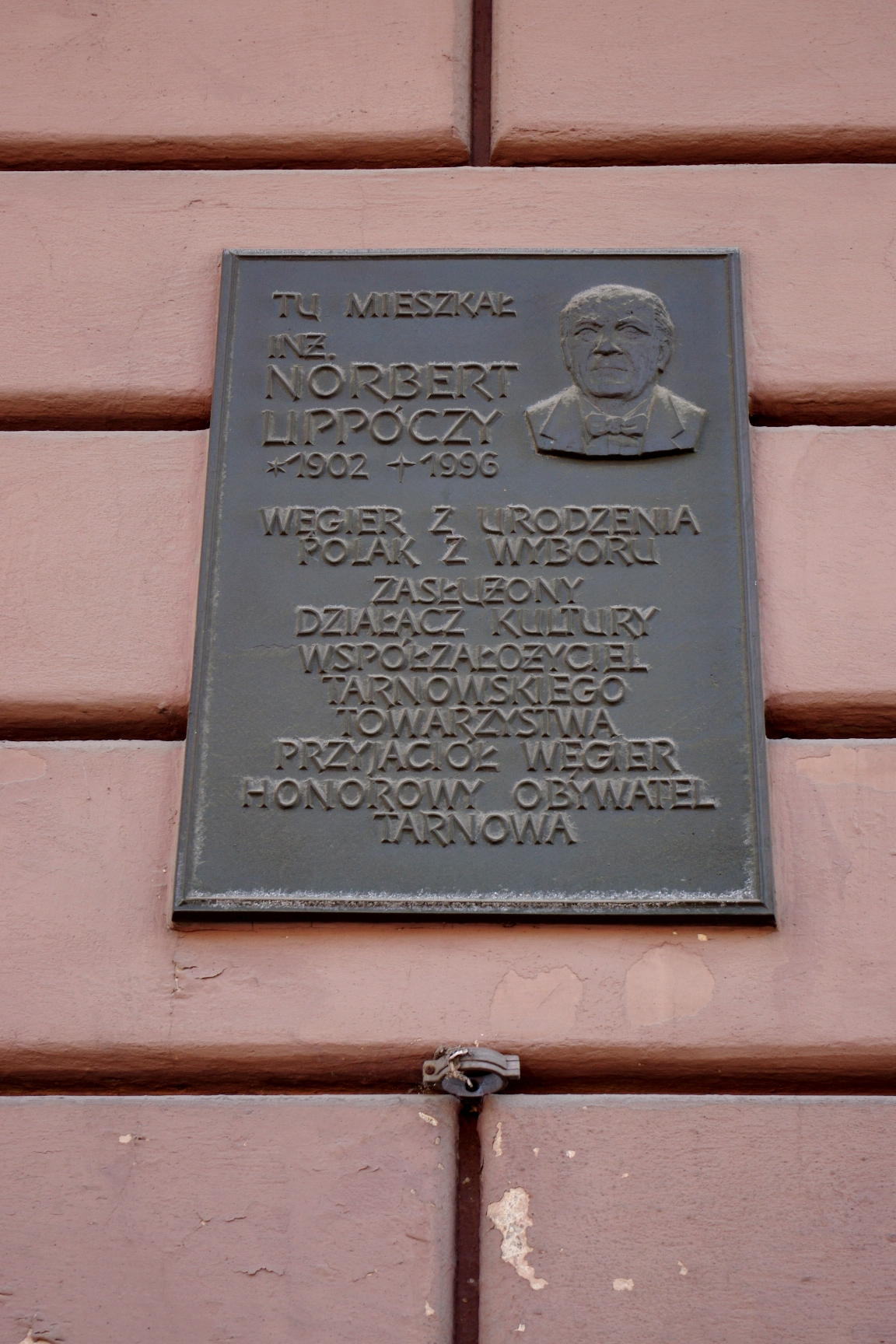
Tablica upamiętniająca Norberta Lippóczego na ul. Mickiewicza w Tarnowie

Norbert Lippóczy (ur. 11 marca 1902 w Tállya, zm. 24 czerwca 1996 w Tarnowie) – przedsiębiorca, kolekcjoner, bibliofil, współzałożyciel i wieloletni działacz Tarnowskiego Towarzystwa Przyjaciół Węgier. W 1992 roku otrzymał tytuł Honorowego Obywatela Miasta Tarnowa.

## Życie
Norbert Lippóczy urodził się w miejscowości Tállya w regionie Tokaj na Węgrzech, jako starszy syn Norberta i Anny, w rodzinie od XVI wieku zajmującej się produkcją wina, nobilitowanej w 1556 roku. Miał pięć sióstr i młodszego brata, Miklósa. Po ukończeniu Akademii Rolniczej w Debreczynie z tytułem inżyniera rolnictwa wyjechał w 1925 roku na praktykę do Finlandii, goszcząc u rodziny fińskiego artysty rzeźbiarza Alpo Sailo. W 1929 roku przyjechał wraz z ojcem do Tarnowa, objąć kierownictwo uruchamianej tam ekspozytury rodzinnego przedsiębiorstwa. Winiarnia, pod firmą Główny Skład Win Mszalnych Norberta Lippóczego, została otwarta 3 lipca 1929 roku w centrum miasta, przy placu Kazimierza Wielkiego. Jako zaprzysiężony dostawca win mszalnych obsługiwała głównie księży diecezji tarnowskiej i sandomierskiej, ale również firmy i osoby prywatne. W 1933 roku Norbert Lippóczy ożenił się z Kornelią Wojnar (ur. w Cieszynie, doktor polonistyki, absolwentka Uniwersytetu Jagiellońskiego, zm. 2001). W 1938 roku urodził im się jedyny syn, Piotr (prawnik, zm. 1997). Norbert Lippóczy czynnie uczestniczył w życiu wspólnoty Węgrów osiadłych w Tarnowie, był na przykład ojcem chrzestnym przyszłego malarza Gabriela Morvaya.
Działalność składu win Lippóczych w Tarnowie przerwał wybuch II wojny światowej. Podczas próby przedostania się przez granicę węgierską we wrześniu 1939 roku cała rodzina została zatrzymana przez funkcjonariuszy NKWD. Żona i syn Norberta Lippóczego zostali wkrótce zwolnieni i powrócili do Tarnowa, on zaś został skazany na karę pięciu lat pobytu w obozie pracy przymusowej. Po zwolnieniu w 1945 roku, jako osoba narodowości węgierskiej, nie został objęty repatriacją w ramach umowy pomiędzy Polską a ZSRR. Był zmuszony pozostać w Związku Radzieckim i podjąć pracę w fabryce odzieży. Udało mu się nawiązać kontakt z żoną i dzięki jej interwencji oraz działaniom polskiej ambasady w Moskwie w 1953 roku (po śmierci Stalina) powrócił do Polski. Jego wspomnienia z lat 1939–1953 ukazały się w formie książkowej, pod tytułem Zapiski z gułagu, wydane w 1992 roku we Wrocławiu nakładem Polskiego Towarzystwa Ludoznawczego w serii „Biblioteka Zesłańca”.
Norbert Lippóczy pozostał wraz z rodziną w Tarnowie, pracując jako kierownik octowni w tarnowskich zakładach „Powin”. Ważnym wydarzeniem w jego życiu stały się rewolucja węgierska w 1956 roku i pomoc dla jej ofiar, spontanicznie organizowana przez mieszkańców Tarnowa. Na fali społecznego entuzjazmu i wzrostu sympatii dla Węgrów powstało wtedy Tarnowskie Towarzystwo Przyjaciół Węgier, którego Norbert Lippóczy był współzałożycielem. Aby wyrazić swoją wdzięczność za pomoc rodakom, przekazał tarnowskiemu Muzeum Diecezjalnemu kolekcję sztuki ludowej, składającą się z obrazów malowanych na szkle, rzeźb o tematyce sakralnej oraz pokuckich kafli piecowych.
W 1968 roku Norbert Lippóczy przeszedł na emeryturę, poświęcając się całkowicie kolekcjonerstwu i działalności społecznej. Współpracował z Muzeum Diecezjalnym i Muzeum Okręgowym w Tarnowie w organizowaniu wystaw, udostępniając także swoje zbiory. Za swój wkład w rozwój kulturalny Tarnowa i upowszechnianie wiedzy o Węgrzech został odznaczony m.in. Orderem Gwiazdy Republiki Węgier, odznakami Zasłużony Działacz Kultury i Pro Kultura Hungarica. 11 marca 1992 roku Rada Miejska w Tarnowie nadała Norbertowi Lippóczemu tytuł Honorowego Obywatela Miasta Tarnowa.
Norbert Lippóczy zmarł 24 czerwca 1996 roku i został pochowany w grobowcu rodzinnym na Starym Cmentarzu w Tarnowie. 23 kwietnia 1998 roku jednej z ulic w dzielnicy Piaskówka zostało nadane imię Norberta Lippóczego. 1 lipca 1999 roku na ścianie domu przy ul. Mickiewicza 1, w którym mieszkał, odsłonięto tablicę pamiątkową. Zaś 14 czerwca 2008 roku na skwerze Petőfiego w Tarnowie, w obecności oficjalnej delegacji z Tállya, uroczyście ustawiony został kopijnik ku pamięci Lippóczego.

## Działalność kolekcjonerska
Pasja kolekcjonerska Norberta Lippóczego sięgała 1925 roku. Wtedy, podczas pobytu w Finlandii, otrzymał w podarunku bibliofilski egzemplarz eposu Kalevala. Zapoczątkował on zbiór 55 egzemplarzy przekładów eposu na różne języki oraz opracowań na temat Kalevali, przekazany w latach 1990–1991 ówczesnej Wojewódzkiej Bibliotece Publicznej w Tarnowie (obecnie Miejska Biblioteka Publiczna im. Juliusza Słowackiego).
W trakcie swoich podróży Norbert Lippóczy zainteresował się także sztuką ludową, szczególnie obrazami malowanymi na szkle. Także one stworzyły obfitą kolekcję (ponad 300 egzemplarzy), która wzbogaciła zbiory Muzeum Diecezjalnego w Tarnowie.
Kolejną pasją Norberta Lippóczego były ekslibrisy. Pierwszy z nich dostał w prezencie od tarnowskiego artysty Józefa Szuszkiewicza. Głównie interesowały go znaki poświęcone winorośli i winiarstwu, ale w jego zbiorach znalazły się również ekslibrisy o innej tematyce. Grafiki z jego zbiorów były przedmiotem 64 wystaw, zarówno w Polsce, np. na Biennale Ekslibrisu Współczesnego w Malborku, jak i na Węgrzech, w byłej Czechosłowacji, Bułgarii i RFN. Norbert Lippóczy zbierał także literaturę specjalistyczną poświęconą ekslibrisowi. Znaczną część swoich zbiorów (ponad 20 tys. sztuk) przekazał do Muzeum Okręgowego w Tarnowie, pozostałe trafiły do Muzeum Rolnictwa w Budapeszcie, Muzeum Wina w Zielonej Górze i Muzeum Winiarstwa im. Henryka Fukiera w Warszawie.
Jeszcze jednym polem działalności kolekcjonerskiej Norberta Lippóczego były pamiątki z okresu Wiosny Ludów, szczególnie te związane z osobami gen. Józefa Bema i Sándora Petőfiego. Część z nich, jako depozyt Tarnowskiego Towarzystwa Przyjaciół Węgier, weszła w skład wystawy prezentującej postać Józefa Bema w Muzeum Okręgowym w Tarnowie.